# Julio de Amado y Reygondaud de Villebardet
Julio de Amado y Reygondaud de Villebardet (Alacant, 1873 – Madrid, 1936) fou un polític i militar valencià, diputat al Congrés dels Diputats i governador civil de Barcelona, germà d'Andrés Amado y Reygondaud de Villebardet.
En 1889 va ingressar a l'Acadèmia General Militar. En 1896 fou director de l'Escola Superior de Guerra, però deixà el càrrec per lluitar a la guerra hispano-estatunidenca de 1898, després de la qual fou ascendit a capità. En tornar a la Península va col·laborar als diaris El Imparcial i La Correspondencia Militar, on publicava articles sobre problemes militars i que va adquirir en 1906. En 1900 va ser president de l'Associació de la Premsa de Madrid i en 1903 va ingressar en la Reial Acadèmia de Jurisprudència i Legislació amb el discurs España ante las futuras contingencias internacionales.
En 1901 va publicar amb José Martos O'Neale, que havia estat governador civil de Lleida l'opuscle Peligro nacional : estudios é impresiones sobre el Catalanismo on alerta del perill que Catalunya es converteixi en una nova Cuba i com a solucions no sols proposaven lleis repressives i bandejament dels catalanistes, sinó la prohibició absoluta del "dialecto catalán" en públic, substituir tots els clergues catalans, impossibilitar als catalans a exercir qualsevol càrrec públic a Catalunya, i castigar la burgesia catalana suprimint els aranzels proteccionistes.
En gener de 1910 fou detingut juntament amb Gonzalo Queipo de Llano i el diputat Procopio Pignatelli de Aragón y Padilla a causa d'una sèrie d'articles al seu periòdic on criticava el sistema d'ascens en l'escalafó militar i la política militar del ministre Agustín de Luque y Coca. Quan fou alliberat fou elegit diputat com a monàrquic independent pel districte de Purchena (província d'Almeria) a les eleccions generals espanyoles de 1910, 1914, 1916, 1918, 1919, 1920 i 1923. Entre agost i desembre de 1919 fou governador civil de Barcelona. La seva arribada coincidí amb la vaga de la Canadenca i intentà consolidar un sistema d'arbitratge laboral amb una Comissió Mixta amb patrons i empresaris, però la mesura finalment fou boicotejada pels mateixos empresaris amb la convocatòria d'un lock-out.